# Споразумение от Таиф
Споразумението от Таиф (на арабски: اتفاقية الطائف; на английски: Taif Agreement) от 1989 г., познато още като „Споразумение за национално помирение“ (National Reconciliation Accord) или „Документ за национално съгласие“ (Document of National Accord), е споразумение между политическите сили в Ливан, подписано с цел да бъде „основа на края на гражданската война и да доведе до политическа нормализация в Ливан“.
То е подписано на 22 октомври 1989 г., а ливанският парламент го ратифицира на 5 ноември същата година. Сключено е в град Таиф, Саудитска Арабия, откъде идва и името му.
Целта на споразумението е да прекрати продължилата десетилетия гражданска война в Ливан. В споразумението е отразен фактът, че в страната мюсюлманското малцинство се е превърнало в мнозинство. В него се регулира и изтеглянето на сирийските войски от територията на Ливан, за което им е даден срок от 2 години.
Преговорите по споразумението са водени от представители в ливанския парламент начело с председателя на парламента тогава Хусейни ел-Хусейни. Споразумението е постигнато с активното посредничество на Саудитска Арабия. Има скрито участие на САЩ и предполагаемо задкулисно влияние на заинтересованата Сирия.

## Последици от споразумението
Споразумението води до политическа реформа в страната – края на гражданската война. След него се установяват и особени връзки между Ливан и Сирия. Очертана е рамката на цялостното изтегляне на сирийските войски от територията на Ливан. Рафик Харири изиграва важна роля в изграждането на споразумението, като му помага много неговият опит като бивш дипломатически представител в Саудитска Арабия. Смята се, че споразумението от Таиф играе важна роля за по-силната ориентация на Ливан към арабския свят и отношенията със Сирия.
То има и други последици – след неговото подписване става факт и международен пакт срещу Саддам Хусейн. В него се включват Саудитска Арабия, Египет, Сирия, Франция и САЩ. Освен това споразумението от Таиф получава одобрението на Иран. Тази подкрепа обаче означава и друго – в бъдещите години международната общност подкрепя присъствието на Сирия в Ливан.

## Разпределение на властта
Споразумението формира принципа на „многонационално съжителство“ (al-'aysh al-mushtarak) между различните ливански религиозни общности. Гарантирано е тяхното подходящо политически представителство. То е сред главните въпроси, с които се занимава следвоенното законодателство.
Голяма част от политическата система в страната е преструктурирана. Някои от правомощията, дадени преди това на маронитите - привилегированата дотогава християнска общност), още от времето на френската окупация, са трансформирани към другите общности. Преди това министър-председателят на страната - мюсюлманин-сунит, е назначаван и отговорен пред президента-маронит. След споразумението министър-председателят става отговорен само пред законодателната власт (парламента), както е във всяка традиционна парламентарна система. Споразумението променя формулата, по която се разпределя властта в страната между основните религиозни общности: президент - маронит, министър-председател - сунит, председател на парламента - шиит. Властта се разделя в съотношение 1:1. Правомощията на министър-председателя сунит се увеличават за сметка на тези на президента маронит.

## Разоръжаване на милициите
Споразумението допринася също за разоръжаването на всички национални и международни военни сили на територията на страната. Всички се разоръжават, с изключение на силите на шиитската организация Хизбула, както и на Фатах, Хамас и Организацията за освобождение на Палестина. Силите на Хизбула получават разрешение да останат въоръжени под мотива, че те не са военни, а съпротивителни и задържащи мира сили, които всъщност водят война с Израел на юг. Версиите са много и различни как Хизбула получава тази своя привилегия. Според някои техни критици влиянието на организацията е толкова голямо поради огромния брой западни заложници, които те държат. Макар че през 2000 година Израел се изтегля от Южен Ливан, към 2012 г. войските на Хизбула остават въоръжени и с наложен контрол върху териториите.

## Религиозна неравнопоставеност
Споразумението от Таиф облекчава, но не не решава проблема с религиозно-политическо представителство в управлението на Ливан. Много са стъпките, предприети за изпълнението на тази цел. Например броят на депутатите се увеличава на 128 души, разпределени по равно между мюсюлманите и християните. Този вариант е избран пред възможността всички да се явят на общи избори, защото е ясно, че такива избори ще дадат преимущество на мюсюлманите в парламента. Министерският съвет работи на същия принцип – местата в него са разпределени по равно между мюсюлмани и християни.

## Президенти на Ливан
Преди преговорите в Таиф генерал Мишел Аун, християнин-маронит, е назначен за министър-председател от тогавашния президент Амин Джемайел на 22 септември 1988 г. Това довежда до сериозна политическа криза. Причината е, че постът трябва да бъде заеман от мюсюлманин сунит, каквато е традицията още от 1943 г. Споразумението от Таиф помага за преодоляването и на тази криза. След него са насрочени нови избори за президент.
Споразумението е ратифицирано от парламента на Ливан на 5 октомври 1898 г. Тогава членовете на парламента се събират в авиационна база в Северен Ливан. Освен ратификацията на договора те избират и нов президент – Рене Моауад. Това се случва 409 дни, след като мандатът на Амин Джемайел е изтекъл през 1988 г. След назначаването си обаче Моауад не е имал възможността да се настани в президентския дворец. Той все още е използван от генерал Мишел Аун. 17 дни по-късно Моауад е убит чрез бомбен атентат. Бомбата е била поставена в колата му и е взривена в Бейрут на 22 ноември 1989 г., когато се е връщал от честване на Деня на независимостта на Ливан. Наследен е от Елиас Храуи, който остава на поста до 1998 г.